# NGC 3262
NGC 3262 est une galaxie lenticulaire située dans la constellation des Voiles. NGC 3262 a été découverte par l'astronome britannique John Herschel en 1835.

## Caractéristiques
Sa vitesse par rapport au fond diffus cosmologique est de 3 125 ± 89 km/s, ce qui correspond à une distance de Hubble de 46,1 ± 3,5 Mpc (∼150 millions d'al).

## Groupe de NGC 3366
NGC 3262 est un membre du trio de galaxies, le groupe de NGC 3366. L'autre galaxie du trio est NGC 3263. Notons que la galaxie NGC 3262 forme une paire de galaxie avec la galaxie NGC 3263.